# Галогеніди стибію
Галогені́ди сти́бію (рос. галогениды сурьмы, англ. antimony halides) — галогенові сполуки стибію SbHal3(Hal = F, Cl, Br, I) i SbHal5 (Hlg = F, Cl, а з Br — у комплексах [SbBr6]-).
Тригалогеніди стибію низькоплавкі, є тригональними пірамідальними молекулами. SbF3 — популярний фторуючий агент. Пентафторид стибію SbF5 в твердому стані є циклічним тетрамером з містками -(F3)Sb-F-Sb(F3)-F-, надзвичайно сильний акцептор F-. Так само SbCl5 (добувається з елементів) є дуже сильним акцептором йона Cl- (утворює йон [SbCl6]-).
Відомі також аніони [SbI18]3-, [SbI22]4-.